# Нове (Конотопський район)
Нове́ —  село в Україні, у Попівській сільській громаді Конотопського району Сумської області. Населення становить 38 осіб. До 2020 орган місцевого самоврядування — Присеймівська сільська рада.

## Географія
Село Нове розташоване на відстані 2 км від правого берега річки Сейм. На відстані 1.5 км розташовані села 
Присеймів'я, Озаричі та Любитове (Кролевецький район).

## Історія
- Село постраждало внаслідок геноциду українського народу, проведеного окупаційним урядом СССР 1923-1933 та 1946-1947 роках.

На мапі 1941 року - імені Ворошилова. Новий.

## Пам'ятки природи
Присеймівський — гідрологічний заказник місцевого значення "Присеймівський". Знаходиться в заплаві Сейму між селами Нове та Присеймів'я на площі 101,7 га.
Заказник Присеймівський за своїми флористичними та фауністичними комплексами є типовим водно-болотним масивом для долини Сейму. Меліоративні роботи тільки частково торкнулися його території, що зробило можливим існування рідкісного виду болотної орхідеї. Оскільки осушувальні роботи давно припинені, можна сподіватися, що в найближчому майбутньому природні комплекси заказнику відновляться.